# Papa Urbano VI
Urbano VI, nato Bartolomeo Prignano (Itri, 1318 circa – Roma, 15 ottobre 1389), è stato il 202º papa della Chiesa cattolica dal 1378 alla morte, primo italiano dopo il periodo della cattività avignonese.
È l'ultimo papa eletto senza essere cardinale. Durante il suo pontificato l'elezione di un antipapa, Clemente VII, portò allo scisma d'Occidente.

## Biografia

### Teologo
Nato ad Itri, nell'Alta Terra di Lavoro, nel Regno di Napoli (attualmente in provincia di Latina), fu un teologo casuista. Divenne arcivescovo metropolita di Acerenza e Matera nel 1363 e, nel 1377, arcivescovo di Bari.
Trasferitosi nel 1368 ad Avignone grazie all'ottima fama di cui godeva presso la curia francese, tornò in Italia dieci anni dopo, alla morte di Gregorio XI. Dopo tanti anni il nuovo conclave si teneva nella Città eterna. L'8 aprile 1378 fu eletto all'unanimità, soddisfacendo le richieste dei romani, che chiedevano un papa italiano.

### Il pontificato

#### Lo scontro con l'antipapa Clemente VII
Mentre i cardinali erano convinti di avere scelto un uomo della loro parte, che avrebbe garantito le loro prerogative, Bartolomeo Prignano mostrò invece comportamenti scomodi quanto inusuali per un Papa. Considerò la sua elezione scelta ab aeterno da Dio e, per questo, si occupò di eliminare i mali che ormai da tempo affliggevano la Chiesa, prima di tutti la simonia (compravendita di cariche ecclesiastiche); rifiutò categoricamente di concedere privilegi di varia natura ai suoi cardinali (come per tradizione era solito fare il Papa dopo l'elezione per ringraziare i cardinali che l'avevano eletto). Inoltre il papa li obbligò a stabilirsi a Roma e a finanziare di tasca propria la ristrutturazione delle principali basiliche della capitale. Il pontefice si rivelò perciò assai diverso da come i porporati se l'erano immaginato al momento dell'elezione, eppure per i primi mesi fu comunque considerato il pontefice legittimo.
Per reazione 13 cardinali, sui 16 presenti, si incontrarono a Anagni e poi a Fondi il 9 agosto 1378 e sottoscrissero una dichiarazione in cui si considerava non valida l'elezione del Prignano a causa delle irregolarità che avevano gravato il conclave, tra cui le minacce di morte rivolte ai cardinali dal popolo romano nel caso in cui avessero eletto un papa non italiano. I convenuti elessero il 20 settembre successivo, Roberto da Ginevra, cugino del re di Francia, che prese il nome di Clemente VII. Questo episodio diede il via al Grande Scisma, che divise la cristianità per quasi quarant'anni. Roberto da Ginevra fu immediatamente scomunicato da Urbano e designato come l'anticristo; in un solo giorno Urbano nominò ventisei nuovi cardinali e, con un'arbitraria alienazione delle proprietà della Chiesa, iniziò a raccogliere i fondi per prepararsi a uno scontro aperto.
Lo scontro militare avvenne poco a sud di Roma, vicino a Marino, nella primavera 1379. Castel Sant'Angelo venne assediato e conquistato, e l'antipapa Clemente VII fu costretto alla fuga. Il principale alleato di Clemente VII in Italia era la regina Giovanna, reggente del Regno di Napoli. Nell'aprile del 1380 le comminò la scomunica. Poi mosse contro Giovanna il suo principale nemico, Carlo d'Angiò-Durazzo. Quest'ultimo, che non aspettava altro per impadronirsi del regno, rispose prontamente alla chiamata. Il 1º giugno 1381 Urbano VI lo incoronò Re di Napoli con il nome di Carlo III. Questa alleanza si consolidò ulteriormente con il matrimonio di Francesco Prignano, nipote del papa, con Agnese Ruffo, parente stretta di Carlo di Durazzo.

#### L'assedio nel castello di Nocera e la congiura dei Cardinali

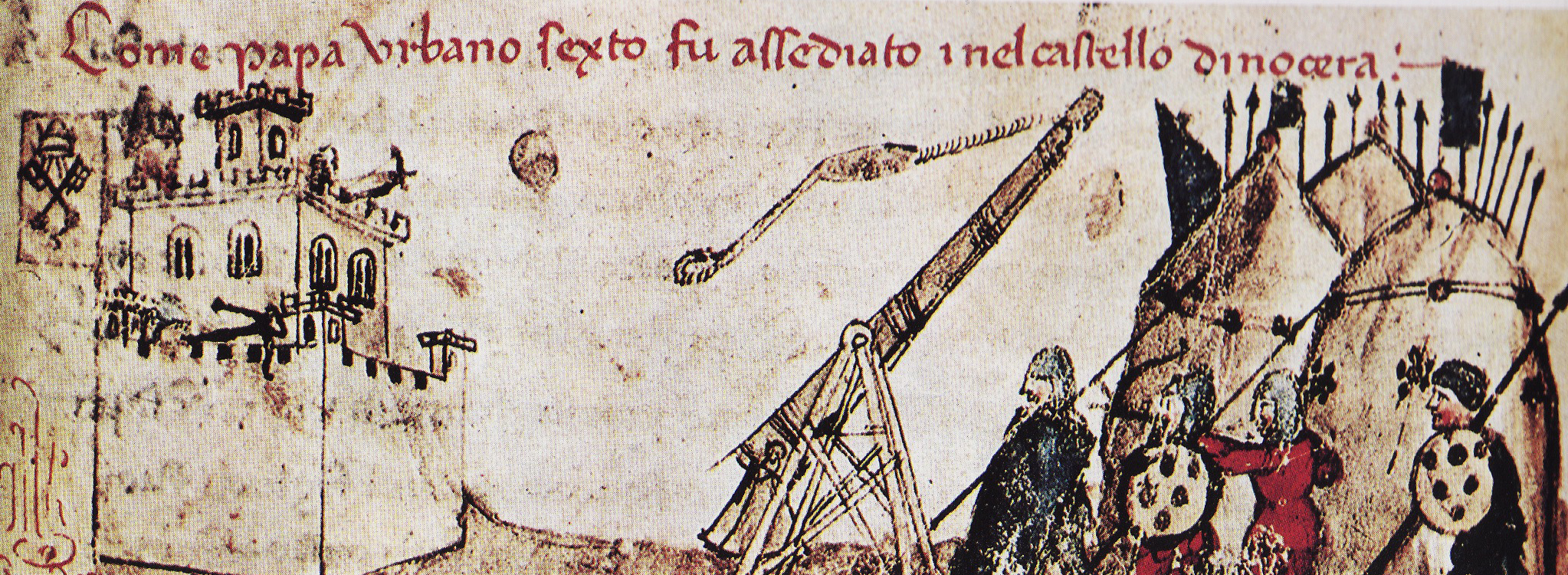
Urbano VI assediato da Carlo III nel castello di Nocera, dalle Croniche di Giovanni Sercambi

In seguito, tuttavia, i rapporti tra Urbano VI e Carlo III si incrinarono, poiché il re sembrava intenzionato a non voler mantenere fede alla promessa di concedere i feudi stabiliti a Francesco Prignano. Il papa, portatosi a Napoli con la pretesa di prendere in pugno la situazione, provocò la reazione risentita del re, che tentò di imprigionarlo. Inseguito, nel giugno del 1384 il papa si rifugiò a Nocera nel castello del Parco, in uno dei pochi feudi che erano stati effettivamente concessi al nipote Francesco.
Mentre era assediato furono i suoi stessi cardinali che pensarono di deporlo. Il giurista Bartolino da Piacenza, che era con loro, affermò che era giusto porre sotto la tutela di uno o più cardinali un papa capriccioso e ostinato che metteva in pericolo la Chiesa Universale. I congiurati erano:
- Giovanni d'Amelia, cardinale presbitero di Santa Sabina
- Gentile di Sangro, cardinale diacono di Sant'Adriano al Foro
- Adam Easton, O.S.B.
- Ludovico da Venezia, O.Min., cardinale presbitero di San Marco
- Bartolomeo da Cogorno, O.Min., cardinale presbitero di San Lorenzo in Damaso
- Marino del Giudice, Arcivescovo di Taranto, Camerlengo di Santa Romana Chiesa e cardinale presbitero di Santa Pudenziana

I cardinali passarono all'azione: avrebbero attirato il papa nel convento di San Francesco, ai piedi della collina sulla quale sorgeva il castello. Qui l'avrebbero processato, dichiarato eretico e condannato al rogo, eseguendo immediatamente la sentenza. Fu scelto il giorno 13 gennaio 1385, ma il papa fu avvertito dal cardinale Tommaso Orsini e, quando i congiurati giunsero al castello, furono arrestati, interrogati e presi prigionieri.

#### Lo scontro con il re di Napoli
Il papa riuscì a conquistarsi l'appoggio del popolo, che si diede al saccheggio e alla vendetta contro i nemici sconfitti. La rivolta durò pochi giorni, in quanto arrivarono a Nocera le truppe regie guidate dal condottiero romagnolo Alberico da Barbiano che il 3 febbraio occupò la città e pose il castello sotto assedio.
L'assedio durò oltre sette mesi, durante i quali il papa rifiutò qualunque proposta di accordo, sperando nell'aiuto promessogli dalla Repubblica di Genova e dal conte di Nola, Ramondello Orsino, originario di Nocera e capo del partito avverso a re Carlo III. Ramondello Orsino riuscì a portare nel castello un certo numero di uomini d'arme che rafforzarono la resistenza.
Non riuscendo a sbloccare la situazione, Carlo decise di porre una taglia di 10 000 fiorini sulla testa del papa, mentre il suo avversario, affacciandosi quotidianamente alle finestre del castello, lanciava scomuniche sugli assedianti e invitava i buoni cristiani nocerini a combattere per lui e per la Chiesa. Alla fine però i nemici riuscirono a superare la prima e la seconda cerchia di mura della collina e a penetrare nella rocca, dove solo il nucleo centrale della fortificazione resisteva ancora.
Quando ormai era chiusa ogni via di scampo, sopraggiunsero in aiuto le truppe dell'Orsini che ruppero l'assedio e portarono in salvo il papa con la sua corte, il tesoro e i cardinali prigionieri attraverso le località di Sanseverino e Giffoni per poi rifugiarsi nel castello Gerione e poi nel castello di Buccino. La fuga si concluse alla marina di Paestum, dove, il 7 luglio 1385, il papa si imbarcò su dieci galee genovesi, inviate in suo soccorso dal doge Antoniotto Adorno. Dopo aver toccato la Sicilia, il papa si diresse a Genova dove, il 23 settembre, prese residenza alla Commenda di San Giovanni di Pré. Cinque dei sei cardinali prigionieri scomparvero misteriosamente tra dicembre 1385 e gennaio 1386. Si salvò solo il benedettino Adam Easton, che ebbe salva la vita solo grazie all'intercessione del re d'Inghilterra, Riccardo II.
Alla morte di Carlo (24 febbraio 1386), Urbano VI si pose alla testa delle sue truppe, con l'intenzione di conquistare Napoli per suo nipote Francesco Prignano (diventato principe di Capua, duca d'Amalfi e Signore di Nocera), essendo chiaramente l'unica persona di cui il pontefice potesse realmente fidarsi.

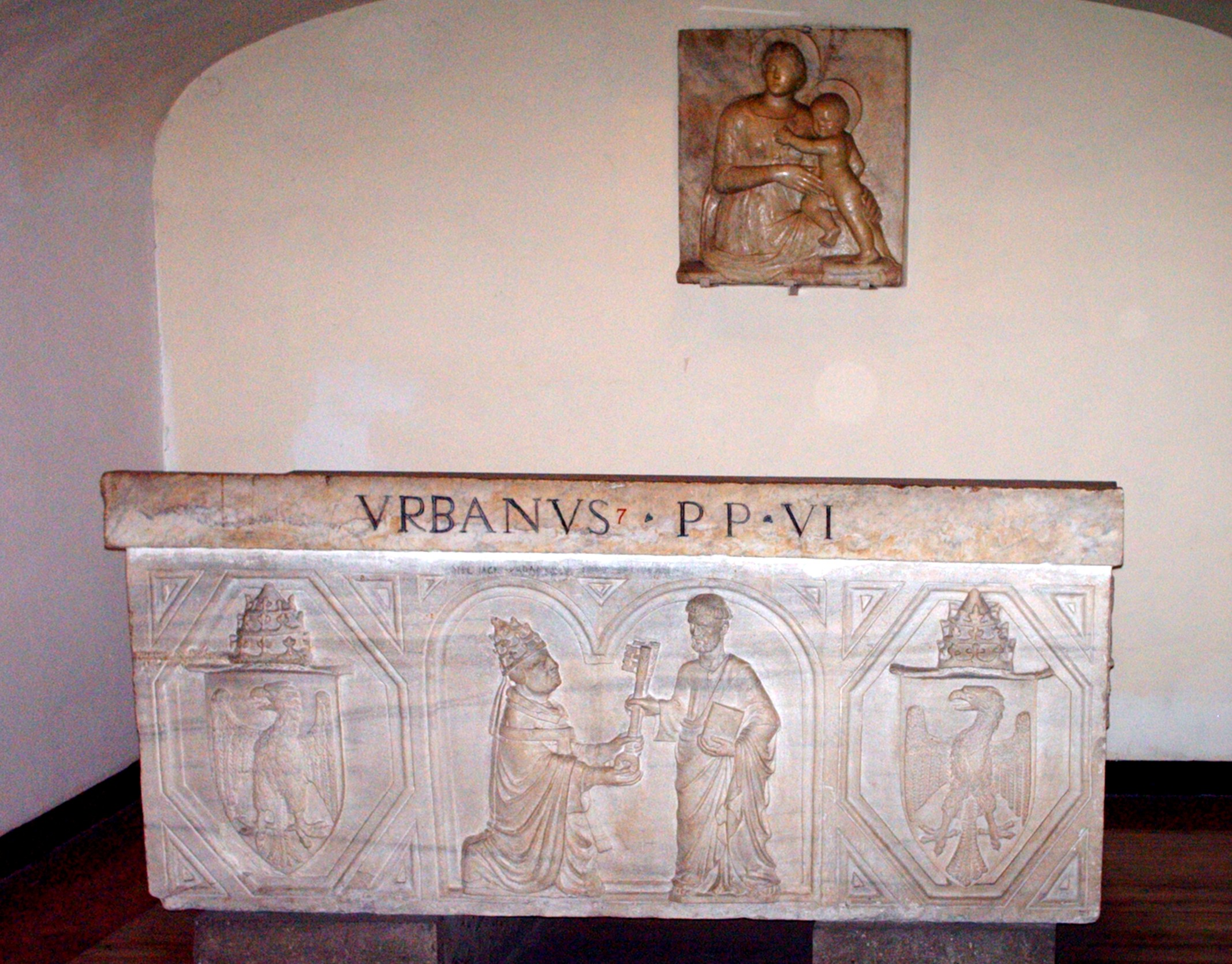
Tomba di Urbano VI, nelle grotte vaticane

Per raccogliere fondi proclamò un Giubileo, anche se solo trentatré anni erano trascorsi da quello indetto da Clemente VI, ma morì prima di dare il via alle celebrazioni, a Roma, a seguito delle ferite riportate da una caduta dal suo mulo, il 15 ottobre 1389.
Nel 1389 istituì la festa della Visitazione della Beata Vergine Maria , che oggi si celebra il 31 maggio.
Gli succedette Bonifacio IX.

#### Concistori per la creazione di nuovi cardinali
Papa Urbano VI durante il suo pontificato ha creato 42 cardinali nel corso di 6 distinti concistori.

## Successione apostolica
La successione apostolica è:
- Arcivescovo Henrik Karlsson (1384)
- Arcivescovo Richard Lescrope (1386)
- Arcivescovo János Kanizsai (1387)